# Kraśnik Fabryczny
Kraśnik Fabryczny, zwany też dzielnicą Fabryczną (do 1954 Dąbrowa Bór) – dzielnica Kraśnika położona w północno-zachodniej części miasta, w latach 1954–1975 będąca samodzielnym miastem.

## Historia
Obecny Kraśnik Fabryczny powstał przed II wojną światową na terenach wsi Wyżnianka (część północna, grunta leśne o nazwie hipotetycznej Bór) i Dąbrowa (część zachodnia, grunta leśne o nazwie hipotetycznej Dąbrowa) w gminie Dzierzkowice na potrzeby wybudowanej w 1938 roku (w ramach COP) Fabryki Amunicji nr 2 (w Dąbrowie) i osiedla dla jej pracowników (w Borze). Na lokalizację wybrano tereny około 5 km na północny-zachód od Kraśnika. Był to obszar zalesiony, niezbyt zaludniony, a przez to bezpieczny ze względów strategicznych dla fabryki wchodzącej w skład koncernu Państwowa Wytwórnia. Skarb Państwa odkupił tereny pod inwestycję w roku 1937, które podzielono na dwie działki: numer 1 o powierzchni 295 ha 7943 m² (Dąbrowa) i numer 2 o powierzchni 171 ha 7485 m² (Bór). To właśnie na działce nr 1, na wschód od drogi Kraśnik-Urzędów, wybudowano Fabrykę Amunicji nr 2. Natomiast na działce nr 2, na zachód od tejże drogi, w odległości 2 km od fabryki, powstało osiedle mieszkaniowe.
Osiedlu robotniczemu nadano w 1938 roku nazwę Dąbrowa Bór. Obszary te włączono 1 kwietnia 1939 do Kraśnika: część dąbrowską jako składową gromady Budzyń (którą włączono w całości do Kraśnika), a część borską jako część gromady Wyżnianka, stanowiącą grunta leśne pod nazwą "Bór" i będące własnością Skarbu Państwa o obszarze 380 ha, a także tereny stanowiące własność Edmunda i Wacława Gruchalskich o obszarze 28,56 ha.
W latach 1942–1944 na terenie dzielnicy znajdował się niemiecki obóz koncentracyjny Budzyń (filia KL Lublin), zlokalizowany między ulicą Adama Mickiewicza i na południe od ul. Juliusza Słowackiego.
Po wojnie osiedle Dąbrowa Bór się rozbudowywało. Powstały tu blokowiska, na budowę których wycięto dużą część lasu. 1 stycznia 1954 osiedle Dąbrowa Bór wyłączono z Kraśnika, nadając mu status miasta o nazwie Kraśnik Fabryczny. Od lat 60. na południu dzielnicy powstawało osiedle domków jednorodzinnych. Dzielnica rozwinęła się dzięki Fabryce Łożysk Tocznych. Władze miasta i Miejski Komitet Polskiej Zjednoczonej Partii Robotniczej znajdowały się w budynku przy ul. Aleja Niepodległości 41 (dawniej al. Włodzimierza Iljicza Lenina).
W związku z reformą administracyjną kraju 1 stycznia 1973 granice Kraśnika Fabrycznego uległy zwiększeniu. Włączono do niego ze znoszonej gromady Dzierzkowice-Rynek części wsi Wyżnianka-Kolonia (117 ha) i części wsi Wodne (27 ha), natomiast z miasta Kraśnika większą część Budzynia (150 ha), będącego w granicach Kraśnika od 1939 roku.
O zwiększonych granicach Kraśnik Fabryczny przetrwał zaledwie dwa lata i dziewięć miesięcy, bo już 1 października 1975 miasto Kraśnik Fabryczny zniesiono i włączono je (wraz z m.in. Budzyniem) do (Starego) Kraśnika, tworząc współczesne miasto Kraśnik.

## Współczesność
Obecnie ludność dzielnicy to około 20 000 osób. Posiada bardzo rozbudowane osiedle domków jednorodzinnych na południu dzielnicy, na północy znajdują się największe w mieście blokowiska zarządzane przez Spółdzielnię Mieszkaniową Metalowiec. W dzielnicy znajdują się 2 parafie rzymskokatolickie: pw. Św. Józefa Robotnika oraz pw. Matki Bożej Bolesnej, a także Zbór Kościoła Zielonoświątkowego Dobra Nowina oraz Sala Królestwa miejscowego zboru Świadków Jehowy.
Dzielnicę przecinają trzy główne trasy ze wschodu na zachód: ul. Aleja Niepodległości (zwana też aleją jabłoni); ul. Zygmunta Krasińskiego/ul. Juliusza Słowackiego (jeden ciąg); ul. Graniczna. W dzielnicy znajduje się Park 1000-lecia z oświetlaną fontanną, Miejski Ośrodek Sportu i Rekreacji wraz z krytą i odkrytą pływalnią i klubem sportowym FKS Stal Kraśnik, Centrum Kultury i Promocji z kinem Metalowiec. Przy ul. Aleja Niepodległości 25 i przy ul. Gen. Władysława Sikorskiego 15 są zlokalizowane oddziały Szpitala Powiatowego w Kraśniku, a przy ul. Aleja Niepodległości 20 jest budynek Starostwa Powiatowego powiatu kraśnickiego. W Kraśniku Fabrycznym funkcjonują supermarkety: dwie Biedronki oraz Stokrotka, Lidl, Carrefour Express, Kaufland i Galeria Handlowa Londyn oraz Julia i Szymon. Wszystkie linie komunikacyjne Miejskiego Przedsiębiorstwa Komunikacyjnego (MPK) i przewoźników prywatnych mają swój początek w dzielnicy Fabrycznej.
Dzielnicę otaczają: od północy las zwany fabrycznym (granica z gminą Urzędów); od wschodu tereny przemysłowe i Fabryka Łożysk Tocznych (granica z gminą wiejską Kraśnik); od południa rzeka Wyżnica i wieś Wyżnianka-Kolonia (granica z dzielnicą Budzyń oraz z gminą Dzierzkowice); od zachodu cmentarz (również granica z gminą Dzierzkowice).
W dzielnicy jest towarowa stacja kolejowa Kraśnik Fabryczny.